# Кусторез

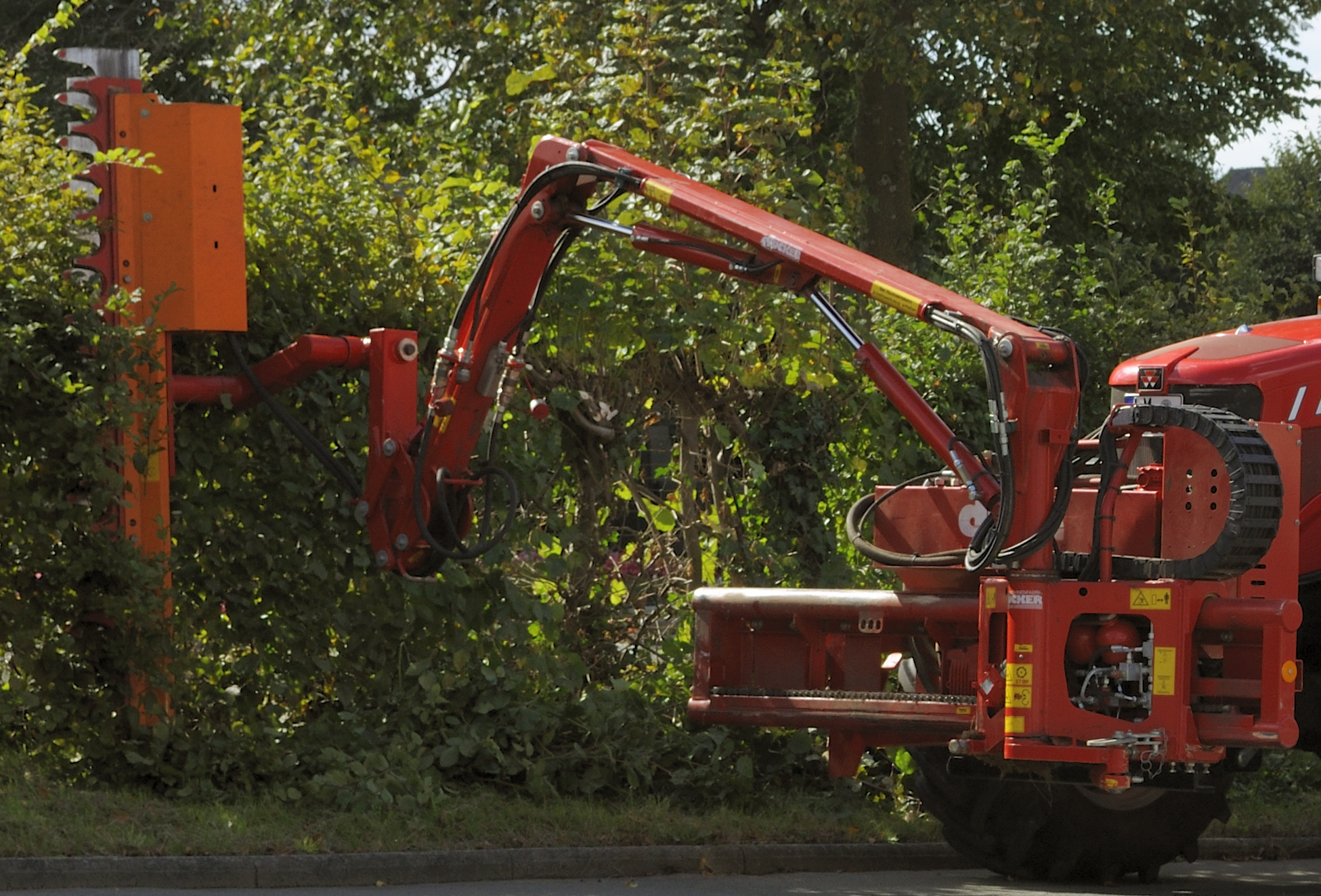
Навесной садовый кусторез, привод косилки от гидросистемы

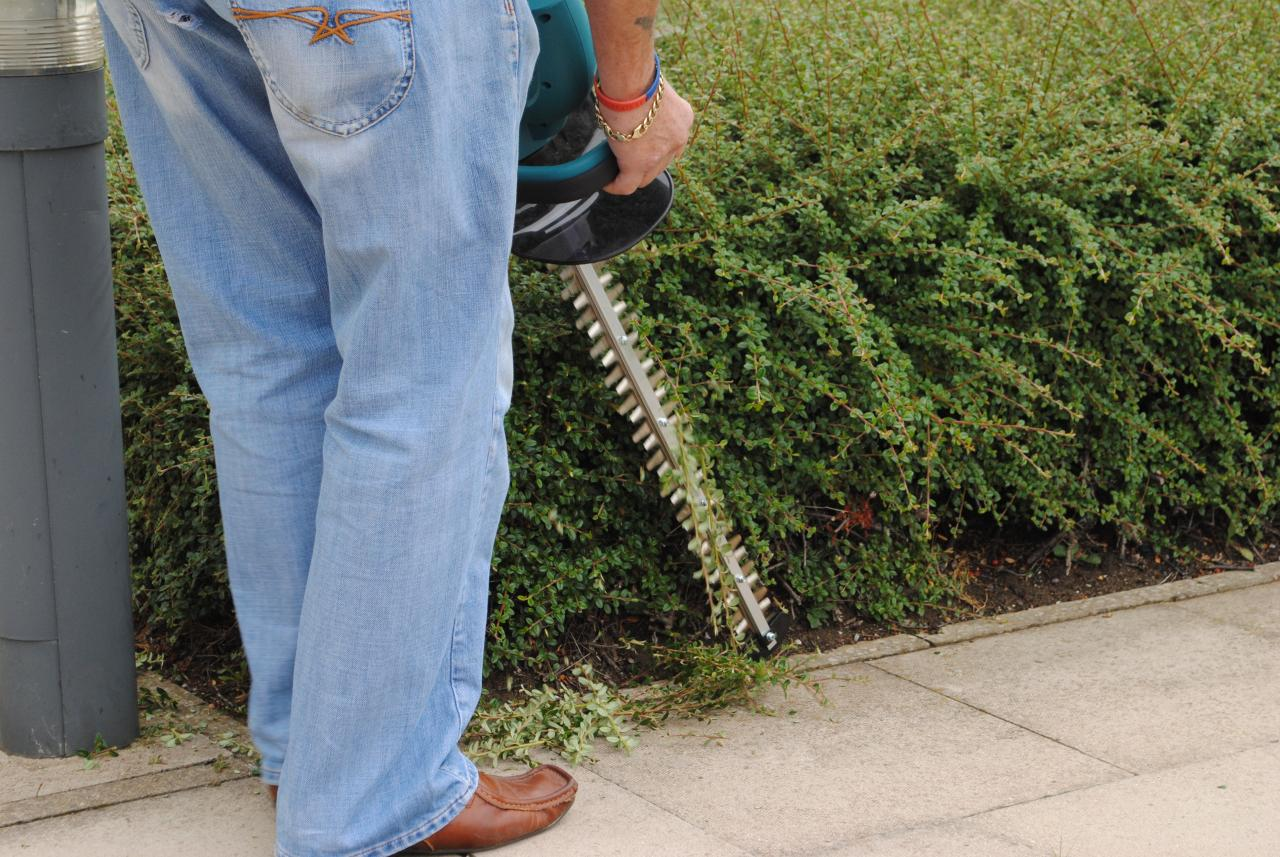
Электрический ручной кусторез

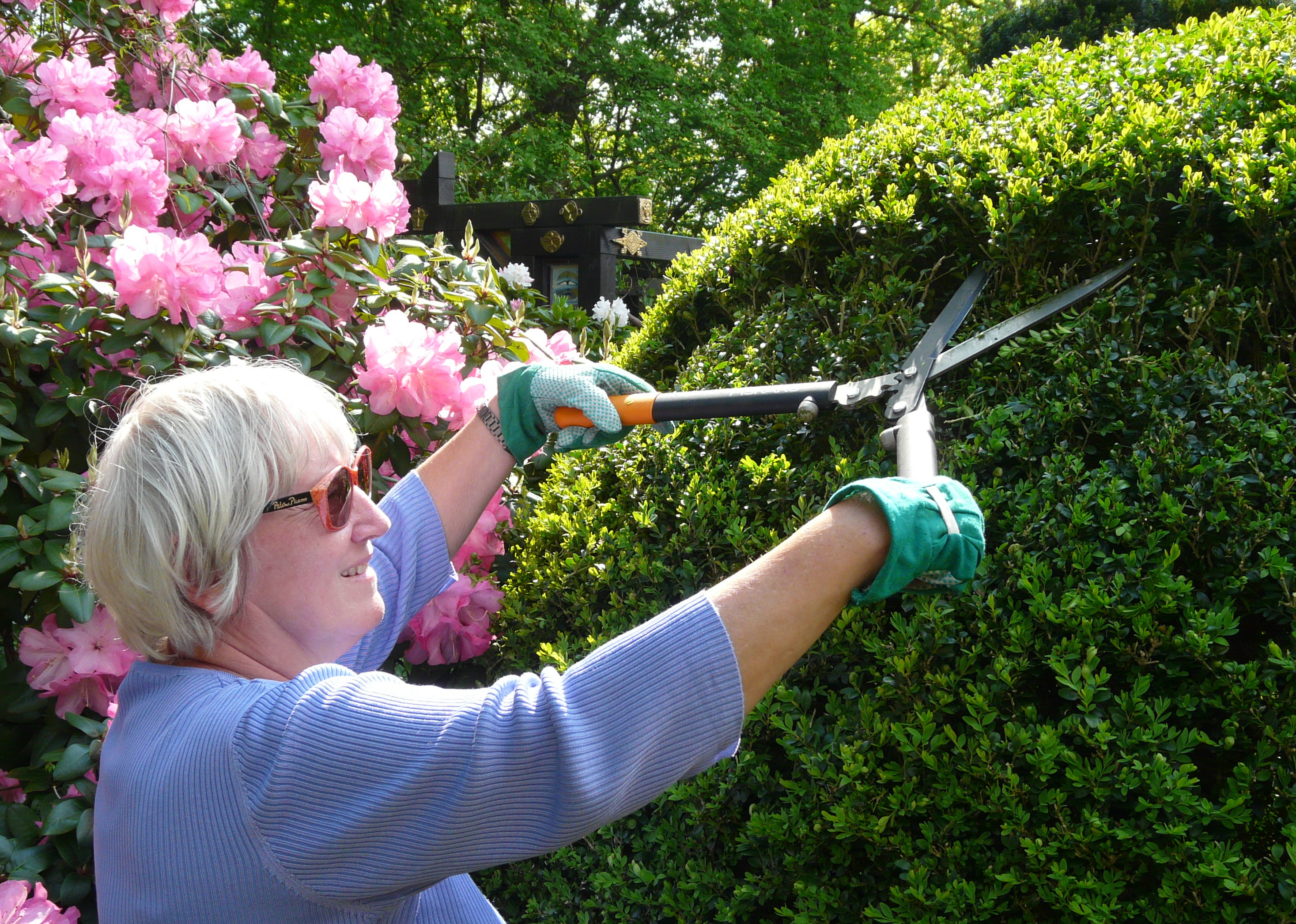
Ручной кусторез

Кусторе́з или триммер для живой изгороди — устройство для резки кустарника и ветвей. Может иметь вид ручного инструмента или машины на автомобильной базе.

## Кусторезы автомобильные
Колёсный кусторез это строительная машина, предназначенная для расчистки строительных площадок от кустарника и мелколесья. Данный вид машин применяется при проведении подготовительных работ на стройплощадке. Кусторезы часто изготавливают на основе той же базовой машины, что и бульдозеры. Например, существуют кусторезы на базе тракторов Т-100, Т-130 и др. Рабочим органом кустореза является отвал. Кустарники и деревья срезаются ножами, которые находятся в нижней части отвала. Ножи могут быть выполнены в виде вращающихся дисков, фрезы, применяются также ножи косилочного типа.

## Кусторезы садовые
Кусторезами называют вид инструментов для работ по саду. Кусторезы предназначены для обустройства ландшафтных местностей, парков, для быстрого и чистого подстригания одичавших изгородей.
Кусторезы бывают:
- бензиновыми
- электрическими
- аккумуляторными
- ручными

### Бензиновые кусторезы
Имеют двухтактный бензиновый двигатель. Длина лезвий как правило около 60 см. Способны срезать сучки до 20-30 мм. Бензиновые кусторезы имеются в модельных рядах практически всех фирм, выпускающих бензотехнику для работ по саду. Предназначены для работы на больших участках, в парках и садовых хозяйствах. Бензиновые кусторезы также известны как мотоножницы или бензоножницы и связаны эти названия со спецификой предназначения.

### Электрические кусторезы
Обладают практически теми же характеристиками, что и бензиновые. Длина лезвия как правило 40-60 см. Максимальный диаметр отрезаемых ветвей 20-30 мм. Для защиты пользователя перед передней рукоятью установлен специальный защитный щиток. Задняя рукоять может регулироваться. Над лезвиями может устанавливаться специальная насадка смахивающая с куста срезанные ветви.

### Аккумуляторные кусторезы
В свою очередь можно подразделить на собственно аккумуляторные кусторезы и аккумуляторные садовые ножницы, имеющие насадку кусторез. Первый тип выпускается с аккумуляторами на 18 и 36 В. Второй тип представляет собой аккумуляторные ножницы для травы, имеющие насадку-кусторез. Способны срезать лишь тонкие ветки не более 10 мм. Могут комплектоваться LiIon и NiCd аккумуляторами. Аккумуляторы от 3,6 до 18 В.

### Ручные кусторезы
Ручные кусторезы отдалённо напоминают увеличенный секатор или ножницы с удлинёнными рукоятками (что роднит их с сучкорезами) и режущей частью.